# Estación de La Coma
La Coma es una estación de la línea 4 de Metrovalencia que fue inaugurada el 23 de septiembre de 2005. Se encuentra en el barrio de La Coma del municipio de Paterna, en la carretera de Silla, donde se levantan los dos andenes a ambos lados de las vías del tranvía. 
La estación forma parte del ramal que une las estaciones de TVV y Mas del Rosari, a través del Parque Científico de la Universidad de Valencia.